# Orange GGN
Pour les articles homonymes, voir GGN.
L'orange GGN (parfois orange CGN), ou orange d'alpha-naphtol, est un colorant orangé anciennement utilisé comme colorant alimentaire (sous le numéro E111) jusqu'à ce que l'on découvre sa toxicité (c'est un inhibiteur de la respiration mitochondriale). Il est interdit en Europe depuis le 1er janvier 1978. C'est un isomère du jaune orangé S (E110), et est issu de la chimie du pétrole.
Bien qu'il soit interdit dans l'alimentation, il reste possible de le rencontrer dans les cosmétiques, sous la désignation CI 15980.